# 妙見口駅
妙見口駅（みょうけんぐちえき）は、大阪府豊能郡豊能町吉川にある能勢電鉄妙見線の駅。駅番号はNS14。

## 概要
妙見線の終着駅にして、大阪府内で最北端に位置する駅である。
駅名の通り妙見山への玄関口であり、能勢妙見堂への参拝客が存在する。
戦前には亀岡駅と当駅（吉川）を結ぶ「摂丹鉄道」や、当駅と妙見鋼索鉄道滝谷駅（後の妙見の森ケーブル 黒川駅、2023年12月4日廃止）を結ぶ鉄道の計画もあったが、実現していない。

## 歴史
開業時は「妙見駅」を名乗っていたが、能勢妙見堂まで距離があることから、現在の「妙見口駅」に改称された。また、ホームは1面1線しかなかった。
なお、妙見山の東側の余野地区（京都府南桑田郡西別院村・大阪府豊能郡東能勢村の旧府境付近）に「妙見口」という名称の交差点やバス停があるが、こちらは妙見山の参詣道である能勢街道上（国道423号線）に位置しており、1950年の時点で現地にバス路線を有する丹波交通・阪急バスがこの名称を使っていた。このため、能勢電は競合するバス各社に対抗するために駅名を「妙見口」に改称したため、「妙見口」という地名は当駅のほうが歴史が浅い。

### 年表
- 1923年（大正12年）11月3日：能勢電気軌道の妙見駅として開業[1]。
- 1956年（昭和31年）9月15日：駅舎を改築[4]。
- 1965年（昭和40年）
  - 4月1日：能勢妙見口駅に改称[1]。
  - 7月1日：妙見口駅に改称[1]。
- 1966年（昭和41年）12月25日：ホームを3両編成分に延長[4]。
- 1978年（昭和53年）10月1日：社名変更により能勢電鉄の駅となる[1]。
- 1983年（昭和58年）8月31日：駅の改良工事が施される[5]。
- 2017年（平成29年）4月13日：通常のベルに合わせて、発車メロディーが流されるようになる[6]。

## 駅構造
2面2線の頭端式ホームで、有効長は各ホーム共に4両。改札口などのすべての施設が同一平面上にある。
改札口のすぐ外側には「のせでん駅のギャラリー」と言う名の待合室がある。トイレは男女別で、多目的タイプも併設されている。
| 1・2 | ■妙見線 | 山下・日生中央・川西能勢口方面 |

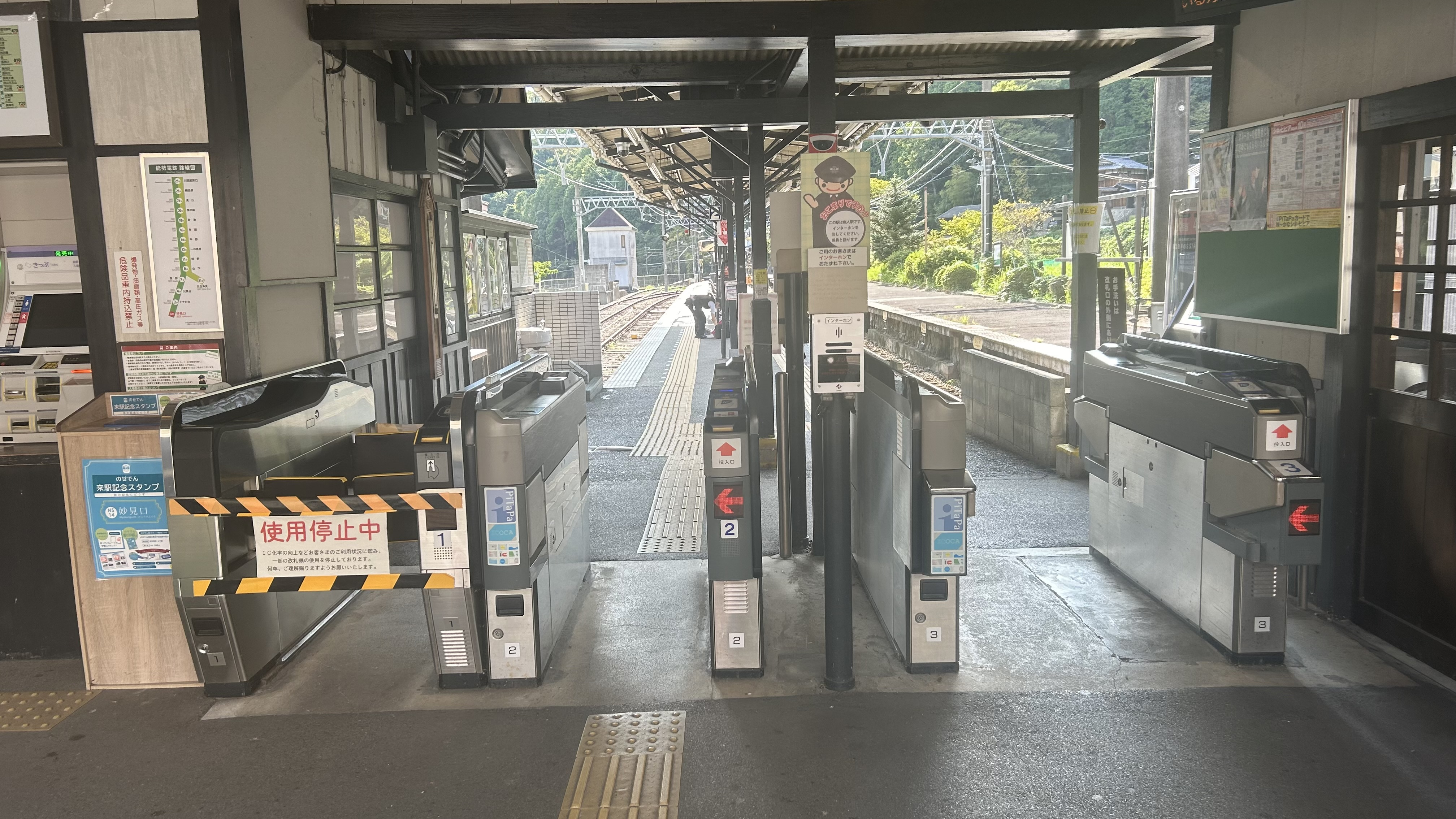
改札口
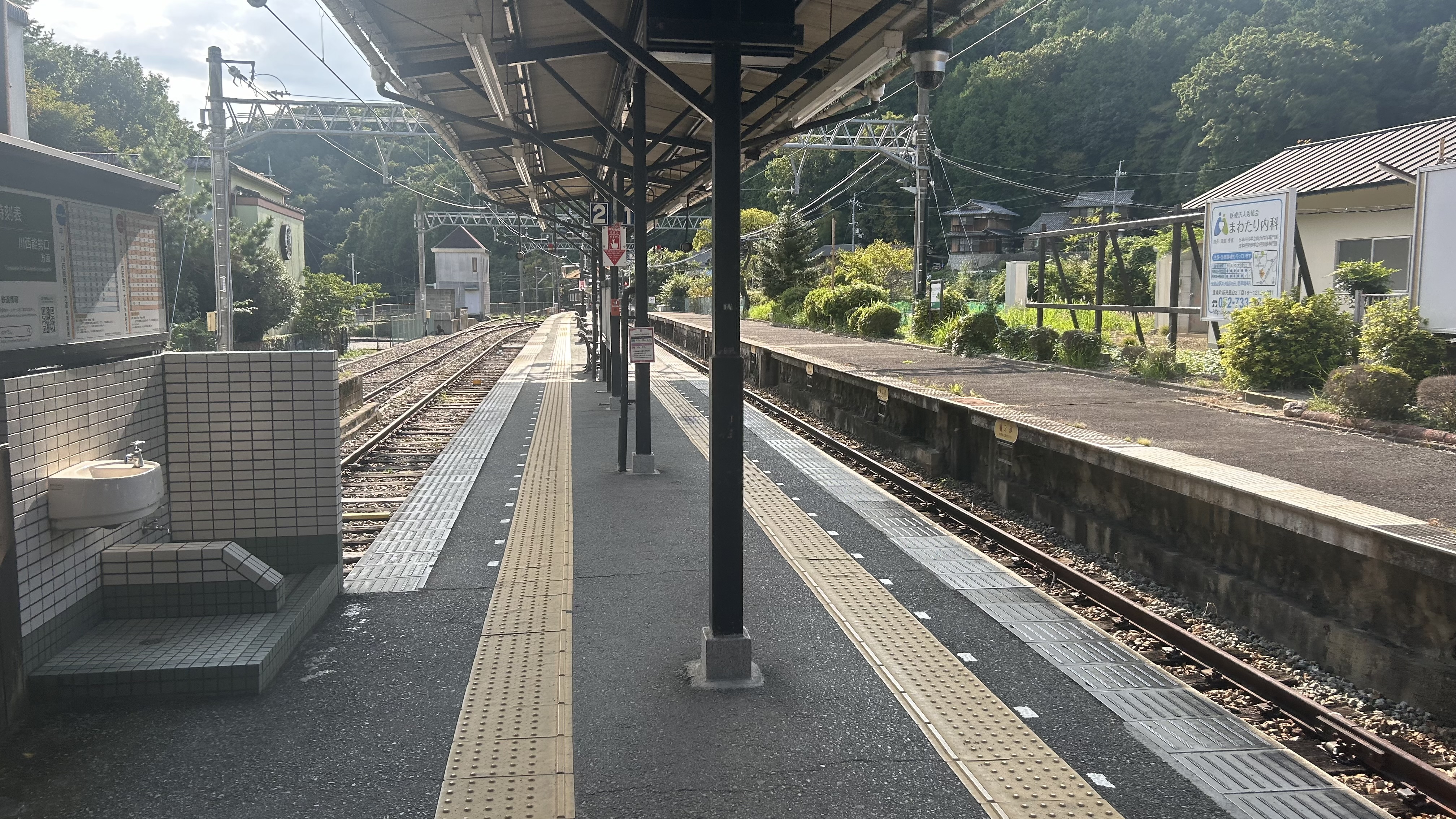
ホーム
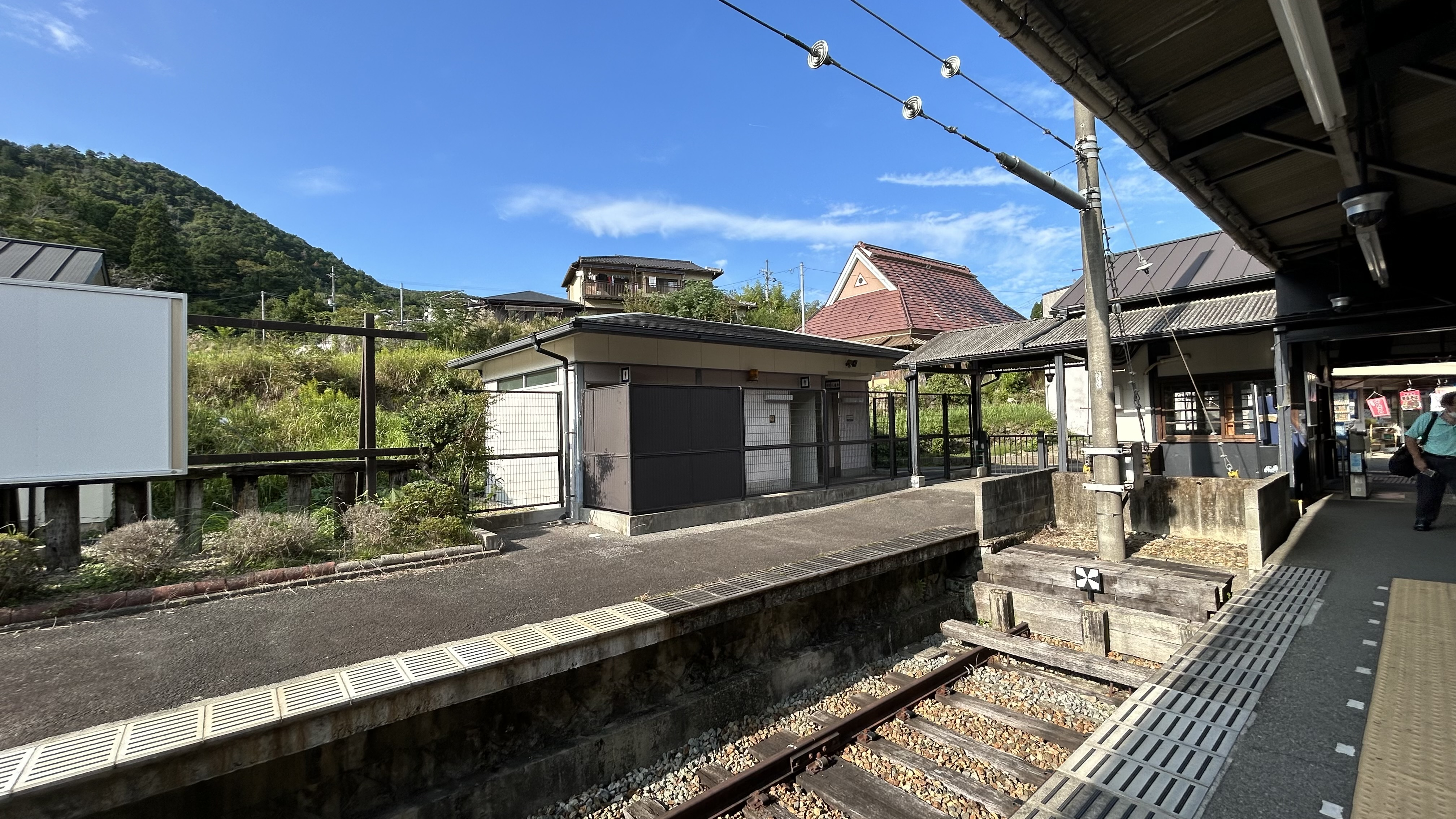
車止め
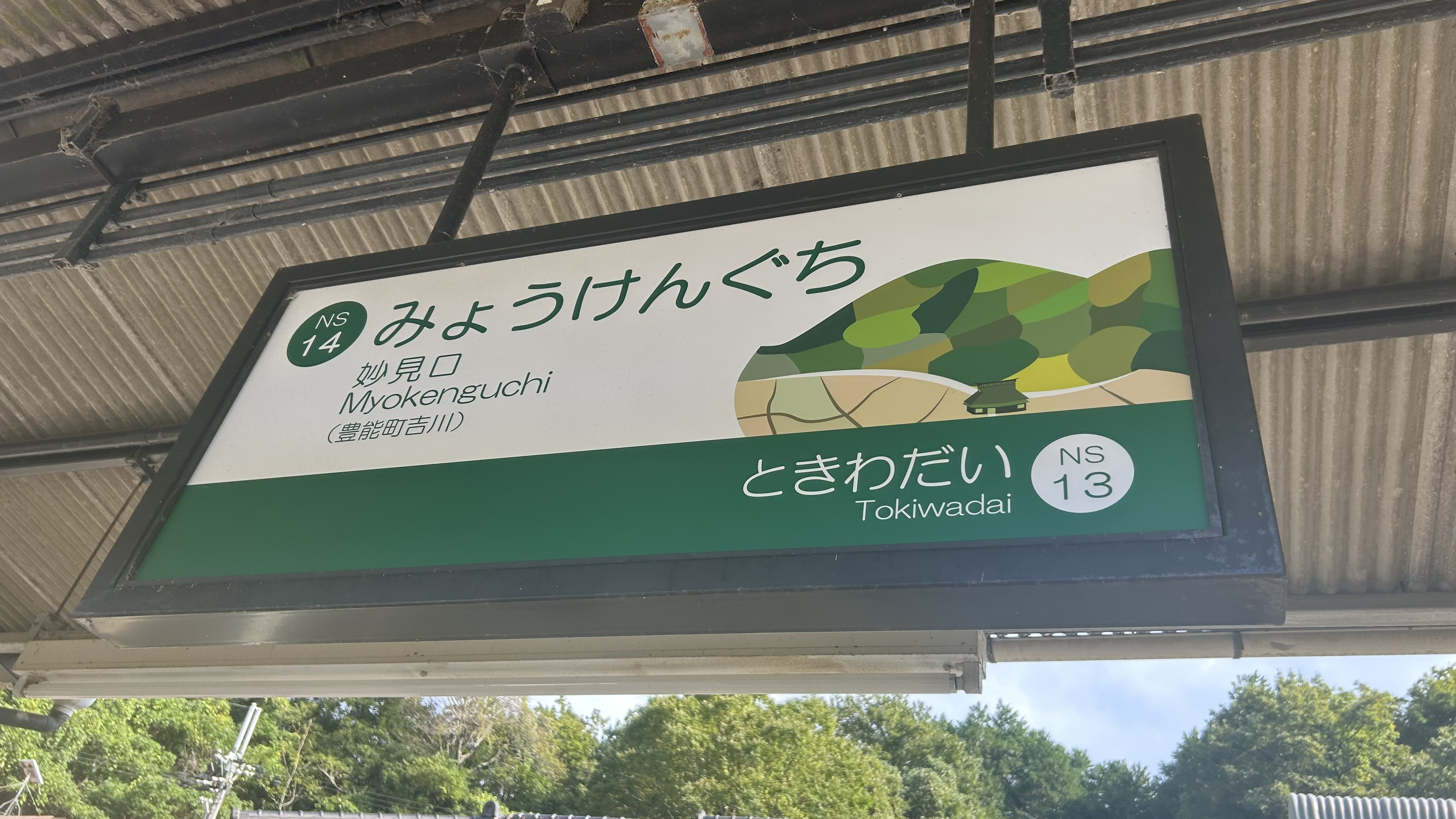
駅名標

- ほとんどの列車は1号線から発車する。1号線のみ両側をホームに挟まれており、1号線ホームの反対側のホームを降車専用としているが、基本的に使用されていない。
- 2号線の外側には各ホームと同じ長さの留置線があり、保線用車両が留置されていることが多い。

## 駅周辺
- 桜谷軽便鉄道（徒歩約10分）
- 吉川公民館
- 吉川八幡神社（徒歩約10分）
- 豊能町立吉川小学校
- 考鬮寺
- 西方寺
- 国道477号

## バス路線
2024年4月現在、駅前に乗り入れるバス路線はない。
1985年から2022年6月末までは、阪急バスによって豊能町東ときわ台住宅地への循環バス（豊能西線）が発着していた。
能勢町東部（野間出野・東郷・歌垣）・亀岡方面ならびに能勢町西部（森上・今西）・豊能町東部（野間峠・余野）方面へは、京都交通バスによる運行（吉川線・森上線・野間線など）がおこなわれていた。豊能町吉川142番地内には京都交通吉川営業所ならびに「吉川」停留所があったが、2000年頃に吉川営業所が、2003年6月末をもってバス路線がそれぞれ廃止されると、能勢町の路線維持に関する助成を受けて、阪急バスによる廃止代替路線（妙見口能勢線）に変わった。旧京都交通バス停に発着していたが、能勢町による運行維持の助成金のうち年間およそ200万円が用地の賃貸料になっていたことから、2009年2月に運行ルートの変更にあわせて、駅南側にある東ときわ台線の発着場に停留所を移設した。
2023年12月3日をもって、妙見ケーブル・リフトの運行が廃止されることから、日曜・祝日に運行されていたケーブル黒川駅への区間便が廃止。また、東郷・歌垣・奥田橋方面への路線は、能勢町の運営方針に変更のために、2024年4月からは能勢町が運営する定時定路線型乗合タクシーへ変更。

## 利用状況
2022年（令和4年）度のある特定日における1日の乗降人員は684人である。
各年度の特定日における1日乗降・乗車人員数は下表の通り。
| 年度   | 特定日   | 特定日   | 出典   |
| 年度   | 乗降人員 | 乗車人員 | 出典   |
| ------ | -------- | -------- | ------ |
| 2000年 | 2,805    | 1,386    | [ 8 ]  |
| 2001年 | 2,807    | 1,432    | [ 9 ]  |
| 2002年 | 1,977    | 992      | [ 10 ] |
| 2003年 | 2,206    | 1,122    | [ 11 ] |
| 2004年 | 2,136    | 1,076    | [ 12 ] |
| 2005年 | 1,986    | 992      | [ 13 ] |
| 2006年 | 2,040    | 1,132    | [ 14 ] |
| 2007年 | 1,981    | 1,086    | [ 15 ] |
| 2008年 | 1,790    | 884      | [ 16 ] |
| 2009年 | 1,594    | 760      | [ 17 ] |
| 2010年 | 1,444    | 709      | [ 18 ] |
| 2011年 | 1,513    | 728      | [ 19 ] |
| 2012年 | 949      | 538      | [ 20 ] |
| 2013年 | 1,019    | 554      | [ 21 ] |
| 2014年 | 964      | 534      | [ 22 ] |
| 2015年 | 1,132    | 611      | [ 23 ] |
| 2016年 | 1,143    | 615      | [ 24 ] |
| 2017年 | 923      | 504      | [ 25 ] |
| 2018年 | 890      | 477      | [ 26 ] |
| 2019年 | 877      | 465      | [ 27 ] |
| 2020年 | 712      | 381      | [ 28 ] |
| 2021年 | 702      | 370      | [ 29 ] |
| 2022年 | 684      | 354      | [ 30 ] |

## 隣の駅
能勢電鉄
妙見線
■普通
ときわ台駅 (NS13) - 妙見口駅 (NS14)